# Салена (певица)
Салина Мария Эдбауэр (нем. Selina-Maria Edbauer, род. 11 марта 1998 г. в г. Леобен, Штирия, Австрия), более известная как Салена (англ. Salena) — австрийская певица и автор песен. Представила Австрию на конкурсе песни Евровидение 2023 с Теей с песней «Who the Hell is Edgar?» («Кто такой, чёрт возьми, Эдгар?»), заняв 15 место.

## Биография
Селина-Мария Эдбауэр родилась в 1998 году в Леобене, Австрия. В 2017 году Салена приняла участие в седьмом сезоне «Голоса Германии», где дошла до финальных раундов. В шоу её наставником был Саму Хабер. В 2019 году она пыталась представлять Австрию на конкурсе песни «Евровидение» со своей песней «Behind the Waterfall» («За водопадом»), но ORF не выбрал её. В 2021 году она участвовала в австрийском шоу талантов Starmania, где она попала в топ-32.
31 января 2023 года было объявлено, что Салена была выбрана представлять Австрии на конкурсе песни Евровидение 2023 с Теей, с которой она познакомилась во время своего участия в Starmania. Их песня «Who the Hell is Edgar?» («Кто такой, чёрт возьми, Эдгар?») была написана в лагере авторов песен в Чехии и была выпущена 8 марта 2023 года.

## Дискография

### Синглы

#### Ведущая певица
- 2019 — «Pretty Imperfection»
- 2023 — «Who the Hell is Edgar?» (с Теей)
- 2023 — «Bye Bye Bye» (с Теей)
- 2023 — «Ho Ho Ho» (с Теей)

#### Дополнительная артистка
- 2020 — «Lying Still» (J.K. с Саленой)
- 2021 — "Walking On Clouds " (7YFN с Саленой)